# 10981 Fransaris
10981 Fransaris (1148 T-3) là một tiểu hành tinh vành đai chính. Nó được đặt theo tên atomic và molecular physicist Fran Saris.